# 1869 Philoctetes
1869 Philoctetes là một thiên thể Troia của Sao Mộc quay quanh điểm Lagrange L4 của hệ Mặt Trời-Sao Mộc. Nó được đặt theo tên bị anh hùng Hy Lạp Philoctetes, người đã chiến đấu trong chiến tranh thành Troia. Nó được phát hiện bởi Cornelis Johannes van Houten, Ingrid van Houten-Groeneveld và Tom Gehrels ngày 24 tháng 9 năm 1960 in Palomar, California ở Đài thiên văn Palomar.